# Cephalotes mompox
Cephalotes mompox é uma espécie de inseto do gênero Cephalotes, pertencente à família Formicidae.